# Kramfors (comuna)
Kramfors (em sueco: Kramfors kommun;  PRONÚNCIA) é uma comuna da Suécia localizada no condado de Västernorrland no norte do país. 
Sua capital é a cidade de Kramfors. 
Possui 1 695 quilômetros quadrados e segundo censo de 2022 havia 17 904 habitantes.
A área da comuna abrange partes importantes do vale de Ådalen e da Costa Alta.

## Etimologia e uso
O nome geográfico Kramfors designava originalmente uma serracão conhecida como Kramforss ... sågwärk, fundada em 1742-43, no local de uma queda de água (fors).

## Localidades principais
Localidades com mais população da comuna (2020):

| # | Localidade  | População |
| - | ----------- | --------- |
| 1 | Kramfors    | 6 681     |
| 2 | Bollstabruk | 1 812     |

## Comunicações
A comuna de Kramfors é atravessada pela estrada europeia E4 (Haparanda–Helsingborg).